# Судоче
Судоче (на узбекски: Sudochye ko‘li, Судочье кўли; на руски: Судочье) е бивше единно, сладководно езеро в Узбекистан (Република Каракалпакстан). Площ 333 km² (към 1950-те години).
Езерото Судоче е разположено в Туранската низина, западно от делтата на река Амударя и южно от Аралско море, на 53 m н.в.. През 1950-те години е представлявало голямо (площ 333 km²) и единно сладководно езеро подхранвано от водите на Амударя чрез ръкавите Раушат и Приемузяк. През есента водата му се е засолявала до 3 – 4‰ поради намаления приток на прясна вода. Имало е дълбочина до 1,5 m, а температурата на водата през лятото е достигала до 25 – 27 °C. Замръзвало е през ноември или декември, а се е размразявало в края на февруари или чак в началото на април и е било обиталище на няколко вида риби.
В периода от 1950 до 1970 г. поради прекомерното използване на водите на Амударя за напояване на земеделските земи по долината ѝ захранването му с вода по двата ръкава се прекратява и езерото започва да пресъхва. През 1968 г. се разпада на четири отделни водоема – Акушла, Голямо Судоче, Каратерин и Бегдула-Айдин и към 1972 г. площта му намалява повече от три пъти и достига до 96 km², а към края на 1980-те години напълно пресъхва.
След 1990 г. до района на бившето единно езеро са прокопани два нови колектора (канала) от Амударя, по които започва да постъпва вода в бившето езеро, което постепенно започва да възстановява обема и площта си и към 2008 г. по данни на „Аралската енциклопедия“ е на етапа от 1968 г.